# Rudolf IV van Baden-Pforzheim
Rudolf IV van Baden-Pforzheim (overleden op 25 juni 1348) was van 1291 tot 1348 markgraaf van Baden-Pforzheim en van 1335 tot 1348 markgraaf van Baden-Baden. Hij behoorde tot het huis Baden.

## Levensloop
Rudolf IV was de tweede zoon van markgraaf Herman VII van Baden-Baden en Agnes van Truhendingen. Als jongere zoon was hij oorspronkelijk bestemd voor een kerkelijke loopbaan: zo werd hij tot kanunnik van Spiers benoemd.
In 1291 overleed Herman VII, waarna zijn deel van het markgraafschap Baden-Baden onder zijn drie zoons werden verdeeld. Frederik II kreeg een deel van het graafschap Eberstein, terwijl Rudolf IV en zijn broer Herman VIII het gebied rond de stad Pforzheim kregen. Toen zijn broer Herman VIII in 1300 overleed, regeerde Rudolf IV vanaf toen alleen over het markgraafschap Baden-Pforzheim tot aan zijn eigen dood in 1348.
In het conflict tussen hertog Leopold I van Oostenrijk en keizer Lodewijk IV van het Heilige Roomse Rijk, koos Rudolf IV oorspronkelijk de kant van Leopold. Na een tijd besloot hij echter de zijde van Lodewijk IV te kiezen, die hem in 1334 enkele schenkingen deed. Dit waren het kasteel van Ortenburg, de steden Offenburg, Gengenbach en Zell am Harmersbach en enkele keizerlijke bezittingen in de rijkslandvoogdij Ortenau.
In 1335 erfde Rudolf IV na de dood van zijn kinderloze neef Rudolf Hesso het markgraafschap Baden-Baden. In 1348 overleed hij, waarna zijn zoons zijn erfenis verdeelden. Hierbij kreeg Frederik III het markgraafschap Baden-Baden en Rudolf V het markgraafschap Baden-Pforzheim.

## Huwelijken en nakomelingen
Op 28 februari 1318 huwde hij met Lutgardis van Bolanden (overleden in 1324/1325), een dochter van graaf Filips V van Bolanden. Hun huwelijk bleef kinderloos.
Na de dood van zijn eerste echtgenote hertrouwde Rudolf IV op 18 februari 1326 met Maria van Oettingen (overleden in 1369), dochter van graaf Frederik I van Oettingen. Ze kregen twee zonen:
- Frederik III (1327-1353), markgraaf van Baden-Baden
- Rudolf V (overleden in 1361), markgraaf van Baden-Pforzheim